# Cathédrale Saint-Constantin-et-Sainte-Hélène de Bălți
La cathédrale Saint-Constantin-et-Sainte-Hélène de Bălți (en roumain : Catedrala Sfinții Împărați Constantin și Elena) est une cathédrale orthodoxe située à Bălți en Moldavie. Elle est dédiée à saint Constantin et à sa mère sainte Hélène.